# Комуніст (фільм)
«Комуніст» — радянський художній фільм, знятий в 1957 році режисером  Юлієм Райзманом на кіностудії «Мосфільм».

## Сюжет
Василь Губанов — рядовий комуніст, учасник одного з перших радянських будівництв. Фільм розповідає про його сумлінну і чесну працю, про його коротке, але яскраве життя.

## У ролях
- Євген Урбанський — Василь Губанов
- Софія Павлова — Анюта Фокіна
- Борис Смирнов — Володимир Ілліч Ленін
- Євген Шутов — Федір Фокін
- Сергій Яковлєв — Денис Іванович
- Валентин Зубков — Степан
- Віктор Колпаков — поп-розстрига
- Володимир Адлер — Зімній
- Іван Каширін — машиніст паровоза
- Аркадій Смирнов — Храмченко
- Леонід Єнгібаров — епізод
- Іван Коваль-Самборський — бородатий робітник
- Володимир Піцек — начальник полустанку
- Данило Нетребін — машиніст
- Валентина Ананьїна — Фрося
- Олександра Лютова — епізод
- Євген Бикадоров — машиніст
- Михайло Сидоркин — епізод
- Володимир Ферапонтов — черговий
- Микола Парфьонов — комуніст
- Сергій Борисов — комуніст
- Михайло Бочаров — комуніст
- В'ячеслав Невинний — робітник
- Валентина Владимирова — працівниця
- Володимир Селезньов — робітник
- Борис Сазонов — робітник
- Анатолій Нікітін — комуніст
- Вадим Гусєв — помічник машиніста
- Ізольда Ізвицька — епізод
- Юрій Кірєєв — гість Федора
- Микола Нікітіч — старий
- Кіра Жаркова — епізод
- Олександр Кузнецов — епізод
- Володимир Карташов — епізод
- Ніна Бєляєва — епізод

## Знімальна група
- Директор картини — Зусман Рогозовський
- Автор сценарію —  Євген Габрилович
- Режисер-постановник —  Юлій Райзман
- Оператори — Іоланда Чен, Олександр Шеленков, Микола Ренков
- Композитор —  Родіон Щедрін
- Художник по костюмах —  Валентин Перельотов